# Laurentius Gustaf Abrahamson
Laurentius Gustaf Abrahamson, född 2 mars 1856 i Medåkers socken, död 3 november 1946 i Rock Island, Illinois, , var en svensk-amerikansk religiös författare.

## Biografi
Abrahamsson utvandrade tillsammans med sina föräldrar och syskon till USA 1868, började studera vid Augustanasynodens teologiska seminarium i Paxton och Rock Island, prästvigdes 1880 och blev 1894 teologie doktor. Han blev huvudredaktör för veckotidningen Augustana 1908, en av de ledande i synoden, som han vid olika tillfällen representerat. Han var verksam för svenskhetens bevarande i Amerika, och var författare av flertal religiösa skrifter.